# Броницький Юліан Мар'янович
Юліан Мар'янович Броницький (1909–1944) — підполковник Робітничо-селянської Червоної Армії, учасник німецько-радянської війни, Герой Радянського Союзу (1943).

## Біографія
Юліан Броницький народився 28 лютого 1909 року в місті Катеринослав, в сім'ї службовця. За національністю — поляк. Отримав середню освіту. В 1929 році був покликаний на службу в Робітничо-селянську Червону Армію. В 1931 році вступив в ВКП (б). В 1932 році закінчив артилерійську школу в Сумах. З початку німецько-радянської війни — на її фронтах. До вересня 1943 року підполковник Юліан Броницький командував 899-м артилерійським полком 337-ї стрілецької дивізії 40-а армія (СРСР, 1941—1945) Воронезького фронту. Відзначився під час звільнення Української РСР.
У вересні 1943 року Броницький вміло керував вогнем і маневруванням полку, організовував його бойовими діями в ході наступу підрозділів дивізії в районі села Великий Букрин Миронівського району Київської області, і забезпечив успіх наступу всієї дивізії.
Указом Президії Верховної Ради СРСР від 29 жовтня 1943 підполковник Юліан Броницький був удостоєний високого звання Героя Радянського Союзу з врученням ордена Леніна і медалі «Золота Зірка».
Загинув в бою 15 січня 1944 року. Похований в селі Плисків Погребищенського району Вінницької області України.
Був також нагороджений орденом Червоного Прапора і медаллю.